# Bruno Zumino
Bruno Zumino (Roma, Italia, 28 de abril de 1923-Berkeley, California, Estados Unidos, 21 de junio de 2014) fue un físico teórico y profesor en la Universidad de California en Berkeley. Obtuvo su doctorado en la Universidad de Roma La Sapienza en 1945.
Fue conocido por su demostración rigurosa de la simetría CPT junto con Gerhart Lüders, su pionera sistematización de lagrangianos quirales efectivos, el descubrimiento, junto con Julius Wess, del modelo de Wess-Zumino, la primera teoría cuántica de campos supersimétrica con degeneración de Bose-Fermi, que inició el campo de las restricciones radiativas supersimétricas, una formulación concisa de la supergravedad, y por descifrar las anomalías de sabor-quiralidad codificadas en el modelo de Wess-Zumino-Witten en teoría conforme de campos.

## Premios y reconocimientos
- 1985: Miembro de la Academia Nacional de Ciencias de Estados Unidos
- 1987: Medalla Dirac del ICTP
- 1988: Premio Dannie Heineman de Física Matemática
- 1989: Medalla Max Planck
- 1992: Medalla Wigner
- 1992: Premio Humboldt
- 1999: Medalla de Oro Conmemorativa Gian Carlo Wick
- 2005: Premio Enrico Fermi de la Sociedad Italiana de Física